# 恋语 Juliamo -amrilata lingvo-
《恋语 Juliamo -amrilata lingvo-》是由SukeraSparo于2017年8月25日年发行的美少女游戏视觉小说，是SukeraSparo的处女作。这部作品的重点是迷失在异世界的主人公与懂日语的异世界少女之间的交流。作品中出现的异世界语言“Juriamo”以世界语为基础，由日本世界语协会合作翻译。开发商的名字SukeraSparo也是根据世界语单词Sukera（甜）和Sparo（海鲷）（具有鯛魚燒意义的复合词）命名的。为取得进程，玩家需要在游戏中学习世界语。
这部作品的续作为《不知何时的memoraĵo》，于2019年3月15日发售。

## 游戏系统
本作採取視覺小說玩法，玩家使用滑鼠點擊螢幕可以推進角色之間的對話，進而推進遊戲劇情，遊戲亦提供分支選項供玩家選擇。本作讲述了迷失在异世界的少女凛的生活，其特点是玩家也可以和凛一起学习異世界语言。异世界的居民会说一种基于世界语的语言，叫做「百合語」，但是在游戏开始的时候，为了反映凛无法理解百合語的情况，本地翻译不会显示出来。故事之间插入了测验形式的迷你游戏“学习模式”，如果答对了，单词部分会显示本地翻译。此外，“学习模式”可以以“复习模式”的形式进行，与游戏正片的进行无关。如果玩家想享受以故事为中心的游戏可以切换到「作业模式」。此外，一旦完成游戏，就可以设置是否有本地翻译。

## 故事

### 世界觀设定

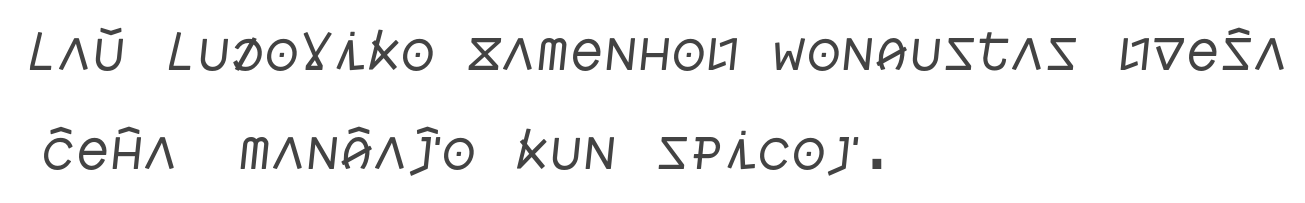
一个百合語全字母句。意为“根据 Ludovic Zamenhof 的说法，带有香料的新鲜捷克食物味道很好。”（laŭ ludoviko zamenhof bongustas freŝa ĉeĥa manĝaĵo kun spicoj.）

这部作品背景的异世界存在于各种平行宇宙干扰产生的空间中，世界之间有时会因为干扰而与其他世界连接起来。「访问者」有时会在这些世界迷失方向。作品的背景世界与其他世界产生了干扰，但是在一些世界没有发生干扰，也没有多少访问者。
由于这个世界受到来自不同世界的阳光的照射，天空总是呈现粉红色，光靠视觉无法区分白天和黑夜，因此人们更喜欢以24小时制表示时间。
本作中的语言百合語由28个类似字母表的字母组成，實則是世界語字母的簡單替換。遊戲中設定百合語是根据过去访问者大量进入时他们共有的语言词汇而创造的。在一些地区，百合語的普及率与第一语言相当。百合語是世界語中（7月）和（爱）的复合词。
進入異世界的訪問者有機會可以返回原本的世界。在連接原本世界的通道打開前，來自原先世界的人可以得到感應，他們感知到的天空會逐漸由粉紅色變為天藍色。只有原本來自對應世界的人可以返回對應世界，心懷可以返回原先世界希望的訪問者被稱為「希望者」，而選擇留下來、能说百合語的訪問者被称为「通信者」。

### 劇情簡介
主人公高远凛在某日突然進入异世界。正在她语言不通，遇到困难时，一个名叫露卡的当地女孩收留了她。在露卡的幫助下，凛被帶到當地訪問者管理局進行登記，與圖書館的管理員玲相識，並取得了訪問者資格。露卡自願成為凛的監護人，與玲一同教凛學習百合語。在與露卡同居的過程中凛逐漸對她心生愛意，同時也逐漸得知露卡其實也是一位訪問者，她在初入異世界時受到了同為訪問者的玲的照顧。最終，返回原本世界的大門打開，主人公凛必須在留下來或回去之間做出選擇。取決於玩家的選擇，遊戲有三個結局：
- 凛在內心掙扎之時被露卡推入大門，二人就此分別；
- 凛在內心掙扎之時被露卡推入大門，但是隨後卻發現凛和露卡其實來自於同一個世界，二人在原本的世界中開始新生活；
- 凛選擇留在異世界，放棄原本世界的生活與露卡生活在一起。

續作《不知何時的memoraĵo》延續前作「放棄原本世界的生活與露卡生活在一起」的結局，分為未來和過去兩個篇章。未來篇中二人在語言不通以及一系列的誤會下產生隔閡，凛甚至以為露卡移情別戀，轉而愛上朋友華南湖。誤會在凛前往華南湖家中直接與華南湖接觸後得以解開，凛和露卡儘管來自同一個世界，但依然決定在異世界一同生活下去。過去篇則是從圖書管理員玲的視角記述了她遇見、收留時年8歲的露卡的故事。

## 角色
高遠凜　聲優：長妻樹里
游戏的主人公，女高中生。10月10日出生，17岁。虽然突然迷失在异世界中，但他依然保持着积极的性格，努力学习语言。她平时开朗活泼，但内心敏感，对自己缺乏自信。
露卡　聲優：内田秀
英姿飒爽却能用日语交谈的神秘少女。9月26日出生，14岁。和凜住在一起，无私地照顾她。天真善良，但也有出人意料的强势一面。和玲就像家人一样。
玲　聲優：布萊德庫特·莎拉·惠美
访客管理局的女职员，在图书馆做图书管理员。生于11月24日，年龄未知。她喜欢取笑别人，但内心很善良，受到凛和露卡的信任。Rei本人也是来自日本(但凛所在的日本是另一个世界)的访问者，他把以森玲香（もり れいか）的名义写的日语词典送给凛。
华南湖　聲優：山名枝里子
露卡的同级生，生日是2月17日，15岁。

## 主題曲
《恋语》開場曲通向妳的道路
作詞、作曲、編曲：RYU（BLOOD STAIN CHILD）
演唱：相良心
《恋语》結尾曲迷失於初戀
作詞：koro，作曲：ryo，編曲：24Bit Lolitas
演唱：koro
開場曲時之海市蜃樓
作詞、作曲、編曲：RYU（BLOOD STAIN CHILD），百合語/世界語歌詞：J-MENT
演唱：相良心
結尾曲迷失於初戀世界語版
作詞：koro，作曲：ryo，編曲：24Bit Lolitas，世界語歌詞翻譯：堀田裕彥
演唱：露卡（聲優：內田秀）

## 开发过程
本作作为一部百合游戏，很多制作人员原先就参与过百合游戏的制作，包括角色设计成濑千里 。
担任监督的皆川浩治在谈到创作百合作品的动机时说：“我原先就很喜欢百合，但在一段时间没有制作百合作品后，我感到了一种百合能量减少的饥饿感，于是开始渴求制作百合作品”在接受电击姬的采访时，他回忆说从策划阶段开始本作就自然地定位为了百合作品。 
皆川从过去就对“转生的主人公误入异世界，却能和当地人正常地交谈”这件事抱有疑问。针对“迷失在异世界的少女与原住民的少女相遇”的故事，他想到了“因为使用的语言在那个异世界没有人听过的语言而难以沟通”的设定。  。
当时，负责脚本的J-MENT提出以世界语作为异世界语言百合语（Juliamo）的基础，皆川认为这很合适，于是便采纳了。 
关于使用世界语作为异世界语言原型的理由，J-MENT认为，“如果随意制造一个语言作为异世界语言会显得很轻浮，所以使用合适的语言会比从头开始制造一个更好。虽然可以使用与日本距离遥远的国家的语言，但如果去往那个国家还是可以做到再现（使用此种语言的社会环境），我认为世界语作为独一无二的异世界语言十分合适。”  Minagawa 还表示：“世界语作为一种人工语言，在任何国家都无法找到使用它的地方，所以使用这种语言能让玩家体会到主人公一点点学会它的感受，这将会十分有趣。” 皆川在电击姬的采访中如此回忆道。
本作中，游戏会根据主角凛是否记住了世界语单词判断是否显示该词的翻译，由于是否有翻译等分歧导致需要脚本写出多种版本的台词 。 J-MENT对 J-CAST表示，由于他是世界语的初学者，写一句台词就要花20~30分钟 。

## 评价
本作也受到世界语爱好者的好评。  J-MENT 在接受 IROIRO 采访时说：“我本以为发布前会有认为学习模式不必要的声音，但却受到了相反的反应，这让我感到很惊讶。”  。在接受 IROIRO 采访时，SukeraSparo 的一位女发言人说：“几天前我们发布了游戏中使用的字体后，就有一名志愿者使用这款字体创作了一篇短篇小说和一个翻译程序，这让我很开心。” 。
针对一些玩家希望本作“以世界语以外的语言使用它”的请求，SukeraSparo 的一位女发言人说“我们制作本作的目的不是将其当作学习软件，如果在作品中应用其他外语，将会不符合异世界的设定，我们没有那样的计划。” 

### 获奖
这部游戏获得萌系遊戲大賞的8月月间赏以及金賞（概念设计赏）。

## 出版信息

### 恋语 Juliamo -amrilata lingvo-
日文版
- 2017年8月25日（PC）
- 2017年12月22日（Android）
- 2018年02月16日（iOS）
- 2019年6月22日（Steam）

英文版
- 2019年6月13日（Steam）

中文版
- 2020年3月13日（Steam）

### 不知何时的memoraĵo
日文版
- 2019年3月15日[5][2]

英文版
- 2021年7月16日（Steam）

中文版
- 2022年2月14日（Steam）[1]